# 제1차 엔강 전투
제1차 엔강 전투(프랑스어: 1ère Bataille de l'Aisne)는 1914년 9월 초 제1차 마른강 전투 이후 후퇴하던 알렉산데르 폰 클루크가 이끄는 독일 제1군과 카를 폰 뷜로프가 이끄는 제2군의 우익에 대한 연합군의 후속 공세였다. 엔강 진격(9월 6일 – 10월 1일)은 마른 전투(9월 7일 – 10일)와 엔강 전투(9월 12일 – 15일)로 구성되었다.

## 전투

### 9월 12일 – 15일
독일군이 9월 13일 추격하는 연합군에 맞서 돌아섰을 때, 그들은 서부 전선에서 가장 강력한 진지 중 하나를 점령했다. 콩피에뉴와 베리-오-박 사이에서 엔강은 서쪽으로 구불구불 흐르며 너비는 약 100 피트 (30 m)이고 깊이는 12–15 피트 (3.7–4.6 m)에 달한다. 저지대는 양쪽으로 one 마일 (1.6 km) 뻗어 있고, 갑자기 300–400 피트 (91–122 m) 높이의 가파른 절벽선으로 솟아오른 다음 완만하게 고원으로 이어진다. 독일군은 전면과 경사면을 덮은 빽빽한 덤불 뒤편 능선에서 2 마일 (3.2 km) 떨어진 더 높은 북쪽 편에 자리 잡았다. 울타리 없는 시골의 낮은 작물들은 연합군에게 자연적인 은폐를 제공하지 못했다. 급경사면에 직각으로 뚫린 깊고 좁은 길들은 모든 침투자들을 극심한 위험에 노출시켰다. 북부 고원의 병력들은 넓은 사계를 지휘했다.
9월 13일 밤 짙은 안개 속에서 영국 해외원정군 (BEF) 대부분은 부교나 부분적으로 파괴된 다리를 통해 엔강을 건너 오른편 부르-에-코맹과 왼편 베니젤에 상륙했다. 베니젤 동쪽의 시브르-발에는 독일군이 가장 강력한 진지로 선택한 급경사면이 있었다. 프랑스 제5군은 베리-오-박에서 엔강을 건너 루이 15세가 그의 딸들을 위해 건설한 왕실 마차 도로의 이름을 딴 가파른 능선인 슈망 데 담의 동쪽 끝을 점령했다. 전 전선에 걸쳐 접촉이 이루어졌다. 슈망 데 담 동쪽에서 프랑스 제4군, 제5군, 제9군은 9월 13일에 도달했던 진지에서 거의 진전을 보이지 못했다. 안개 낀 밤의 두꺼운 장막 아래, 영국 해외원정군은 좁은 길을 따라 고원으로 진격했다. 밝은 아침 햇살 아래 안개가 사라지자, 그들은 측면에서 가차 없는 사격을 받았다. 안개의 보호막 없이 계곡에 갇힌 사람들도 마찬가지로 상황이 좋지 않았다.
어느 쪽도 상대를 움직일 수 없고, 어느 쪽도 후퇴를 선택하지 않으면서 교착 상태는 지속되었고, 이는 다음 4년 동안 적대국들을 비교적 좁은 지역에 가두게 될 것이라는 사실이 곧 명확해졌다. 9월 14일, 존 프렌치 경은 전 영국 해외원정군에 참호를 파도록 명령했지만, 참호 도구가 거의 없었다. 병사들은 곡괭이, 삽, 기타 도구를 찾기 위해 근처 농장과 마을을 수색했다. 고정 전쟁 훈련을 받지 않은 병사들은 단순히 흙에 얕은 구덩이를 팠다. 이것들은 처음에는 적의 관측과 포격으로부터 은폐를 제공하기 위한 목적이었다. 곧 참호는 약 7피트 깊이로 파였다. 다른 보호 조치로는 위장과 참호 벽에 파내어 나무로 보강한 구멍들이 있었다.
참호전은 독일군에게도 새로운 것이었다. 그들의 훈련과 장비는 6주 안에 승리할 수 있는 기동전을 위해 설계되었지만, 그들은 새로운 상황에 빠르게 무기를 적응시켰다. 공성 곡사포는 이제 연합군 참호에 거대한 포탄을 쏟아부었다. 박격포와 수류탄 및 총류탄 (9월 27일 영국군에 처음 사용됨)을 능숙하게 사용하여 독일군은 이러한 무기로 훈련받거나 장비되지 않은 연합군에게 큰 손실을 입힐 수 있었다. 탐조등, 조명탄 및 잠망경 또한 다른 목적을 위해 고안되었지만 참호에서 사용된 독일 장비의 일부였다.
중화기 부족은 영국군의 발목을 잡았다. 그들의 60파운드 포 (사단당 4문)만이 엔강 남쪽 해안에서 적 포병 진지를 포격할 만큼 강력했지만, 이 포들은 구경, 사거리, 수량 면에서 독일 포병보다 열등했다. 6-인치 (150 mm) 포 (총 16문)로 구성된 4개 포대가 영국에서 급히 수송되었다. 독일의 8-인치 (200 mm) 곡사포에 비해 형편없는 상대였지만, 어느 정도 도움이 되었다. 방어 화력은 소총과 각 대대에 할당된 2정의 기관총으로 제한되었다. 영국 정규군은 훌륭한 명사수였지만, 그들의 결합된 정확성도 독일 기관총과 수류탄에는 미치지 못했다.
영국 항공기는 병력 이동을 보고하는 데 사용되었지만, 무선 장비를 갖춘 항공기는 거의 없었다. 조종사들은 포병 사격을 관측하는 이점을 인식할 수 있었다. 9월 24일, B.T. 제임스와 D.S. 루이스 중위는 영국군 진지에 상당한 피해를 입히던 세 개의 잘 위장된 적 포대를 탐지했다. 그들은 포대 위치를 무전으로 보고한 다음, 넓은 원을 그리며 선회하며 자신들의 포병이 발사한 포탄의 폭발을 기다렸다. 대공포 사격은 드물고 부정확했다. 독일군은 캐나다 소식통에 따르면 "수백 발 중 단 한 발도 공중 목표물에 맞지 않았고, 자주 영국군 전선의 어느 지점에 떨어져 폭발했다"고 하는 타격포탄만 사용했다.

## 바다로의 경주
예상치 못한 참호전의 전개 이후 3주 동안 양측은 정면 공격을 포기하고 서로의 북쪽 측면을 포위하려고 시도하기 시작했다. 이 기간을 "바다로의 경주"라고 부른다. 독일군이 연합군의 왼쪽 측면을 노리는 동안, 연합군은 독일군의 오른쪽 측면을 찾았다.
따라서 서부 전선은 400 마일 (640 km) 이상의 연속적인 참호 시스템이 되었다. 벨기에 해협 도시 니우포르트에서 참호선은 남쪽으로 수 마일 뻗어 누아용에서 남동쪽으로 방향을 틀어 랭스, 베르됭, 셍미이엘, 낭시를 지나 계속 이어졌고, 다시 남쪽으로 꺾여 벨포르 동쪽 twenty 마일 (32 km) 떨어진 스위스 국경 북부에 도달했다.
한편, 전투가 북쪽으로 이동하면서 벨기에군은 독일 통신에 대한 위협이 커졌다. 독일군은 9월 28일 안트베르펜 항구를 점령하고 벨기에군을 진압할 계획을 세웠다. 이 중요한 해양 도시는 6인치 포탄도 견딜 수 없는 구식 요새 시스템으로 둘러싸여 있었다. 외곽 요새선은 도시에서 7마일에서 9마일 떨어져 있었고, 내곽 요새선은 1마일에서 2마일 떨어져 있었다. 각 요새에는 두 문의 기관총이 있었지만, 전화 통신과 포격 관측 수단이 부족했다. 1마일마다 6인치 포가 한 문씩 튀어나와 있었는데, 이 요새들 중 어느 곳도 고폭탄이나 무연 화약을 보유하고 있지 않았으며, 주변 수천 에이커는 방해 없는 사계를 제공하기 위해 개간되었다.
9월 29일 동이 틀 무렵, 65세의 나이로 은퇴했다가 소집된 한스 폰 베젤러 장군은 외곽 요새선에 맞서 6개 사단을 원형으로 배치했다. 나뮈르 공성전과 리에주의 방어 시설을 파괴했던 중공성 곡사포는 벨기에 포병의 사거리 밖으로 잘 배치되었다. 항공 관측의 도움을 받아 독일 포병들은 빠르게 목표를 찾아냈다. 벨기에 포들은 짙은 흑색 연기를 뿜어내며 정확한 위치를 드러냈고, 방어군이 개간한 들판은 요새의 모든 은폐를 없앴다. 두 개의 요새는 빠르게 폐허가 되었고, 다른 요새들도 체계적으로 차례로 함락되었다. 결과를 기다리지 않고 벨기에 정부와 65,000명의 병력은 그날 밤 오스텐더를 떠나, 80,000명의 병력을 남겨 적을 막도록 했다. 다음 날 전체 외곽 요새선이 붕괴되면서 민간인들의 중립국 네덜란드로의 대규모 대피가 촉발되었다. 영국 왕립 해병대 사단이 공격 중에 방어군에 합류했지만, 이 연합군도 독일군의 공세를 막을 수 없었다. 6일간의 완강한 전투 끝에 남은 수비대는 스헬데강을 건너 네덜란드의 남쪽 국경으로 철수했고, 나머지 벨기에군은 서쪽으로 후퇴하여 이제르강 전투 (1914년 10월 16일 – 31일)에서 벨기에 영토의 마지막 부분을 방어했다.
엔강에서 전사한 많은 이들이 바일리 영국군 묘지에 묻혀 있다.
엔강에서는 두 번의 전투가 더 있었다. 2차 전투 (1917년 4월 – 5월)와 3차 전투 (1918년 5월 – 6월)이다.

## 같이 보기
- 라 페르테-수-주아르 기념비
- 닐 더글러스 핀들레이 - 이 전투에서 전사한 최초의 영국군 장성.
- 로널드 심슨, 틀:Nrut 럭비 선수 - 이 전투에서 전사한 전쟁 중 첫 번째 럭비 국제 선수.

## 내용주
1. ↑  Strachan 2001, 257쪽.
2. ↑  “CWGC – Cemetery Details”. 영연방 전쟁 묘지 위원회. 2012년 6월 16일에 확인함.